# Antonio Miguel Díaz
Antonio Miguel Díaz (nacido en Alhendín, Granada el 24 de agosto de 1968) es un ciclista profesional retirado de España que perteneció entre otros al equipo Kelme. 
Fue campeón de España de ciclismo en carretera en categoría Junior en 1986. Mundial de ciclismo Junior en Casablanca, Marruecos (1986), como amateur victoria del Memorial Valenciaga en 1989 y disputa del Mundial de Chambery, Francia. Su mayor logro como profesional fue la victoria conseguida, tras una larga escapada, en la etapa León-Valladolid de la Vuelta ciclista a España 1991. 

## Palmarés
1991
- 1 etapa de la Vuelta a España

1993
- 1 etapa de la Vuelta a Portugal

## Equipos
- Kelme (1990-1993)
- Deportpublic (1994)
- Castellblanch (1995)
- MX Onda (1996)